# Bolramer-streekbus

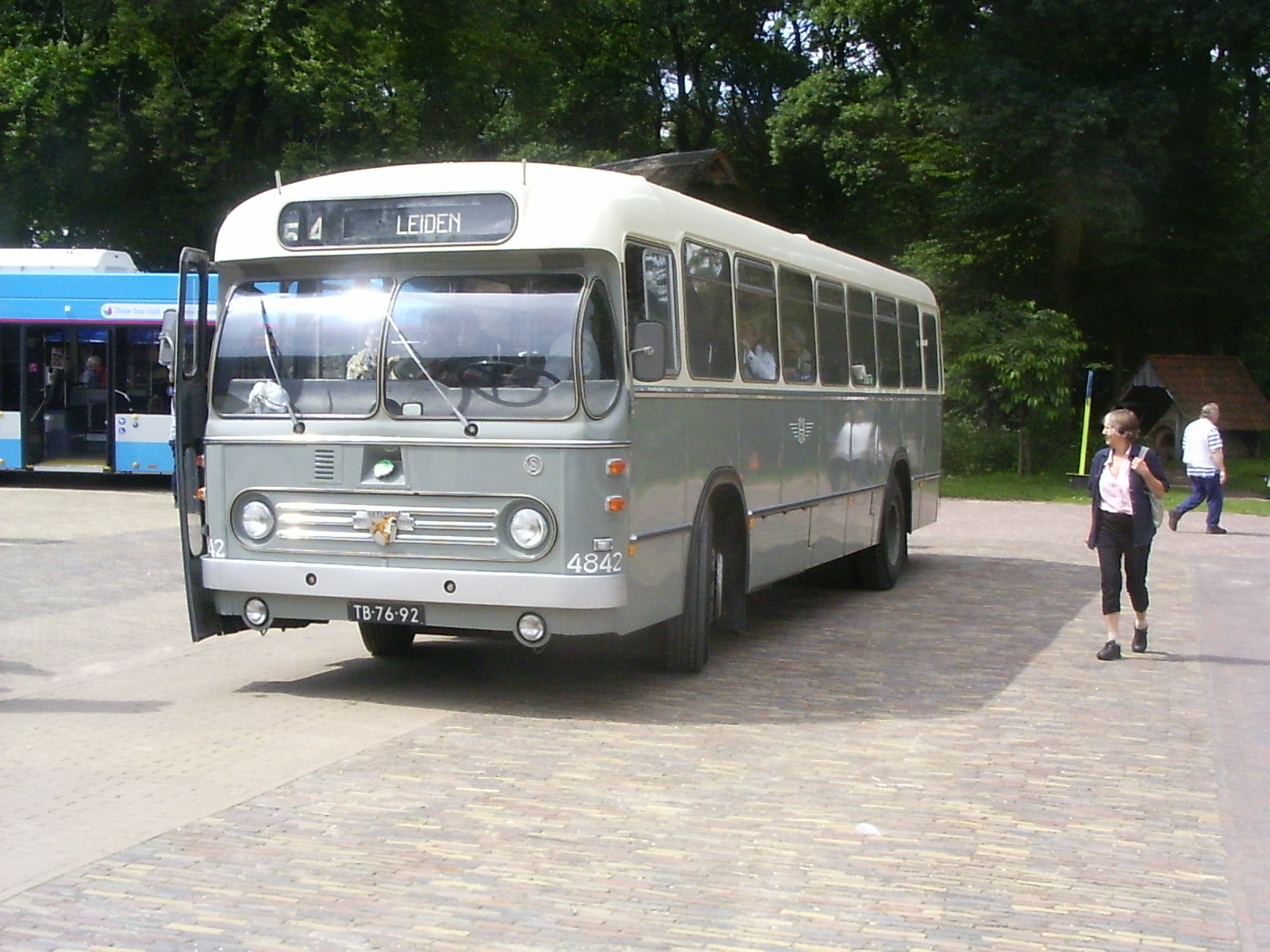
NZHVM 4842, Leyland-Werkspoor LE-WS, bouwjaar 1960, Stichting Haags Bus Museum

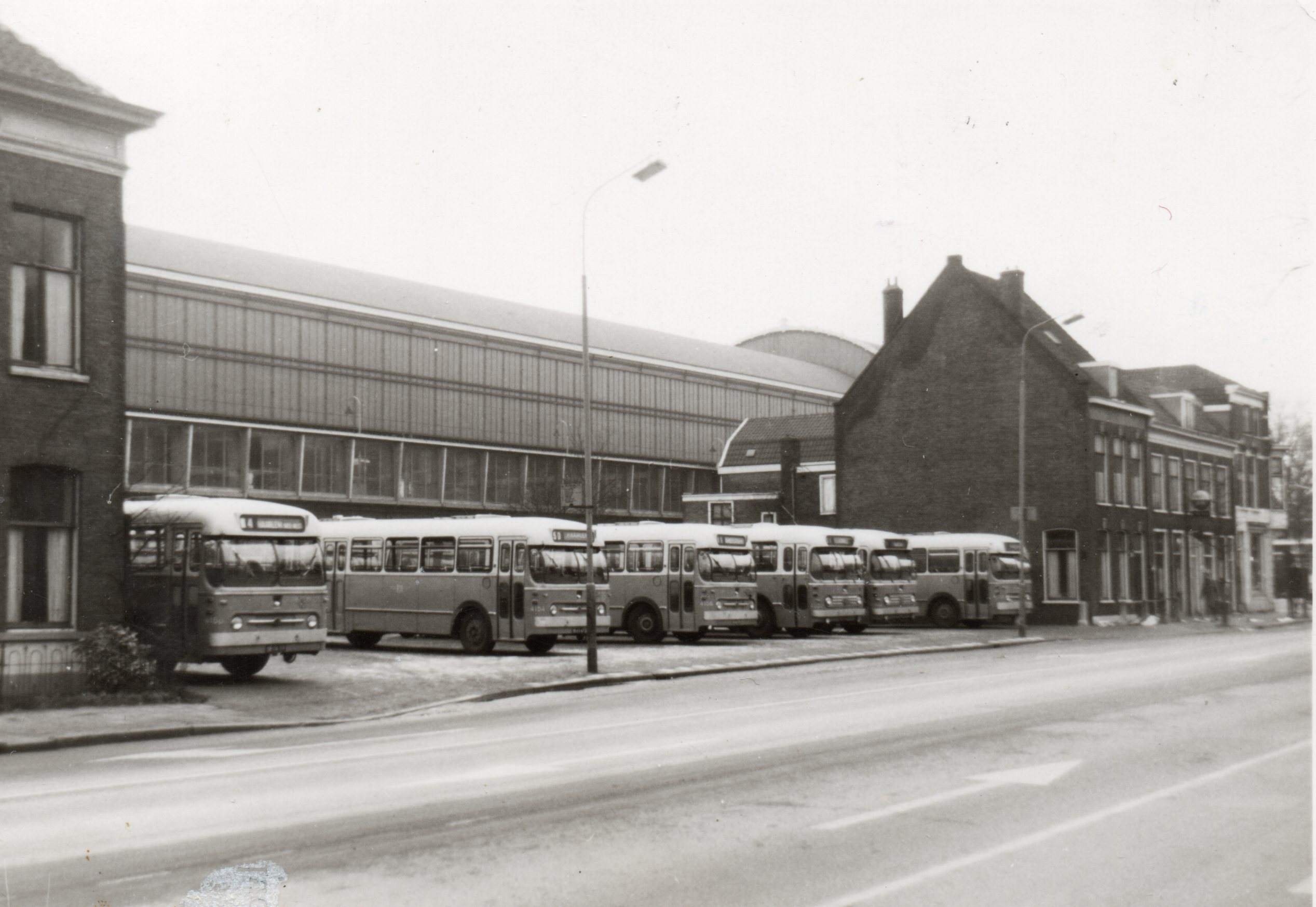
Leyland-Werkspoor "4100" en "A-road" bussen van NZH op het Kennemerplein (Haarlem) in 1965.

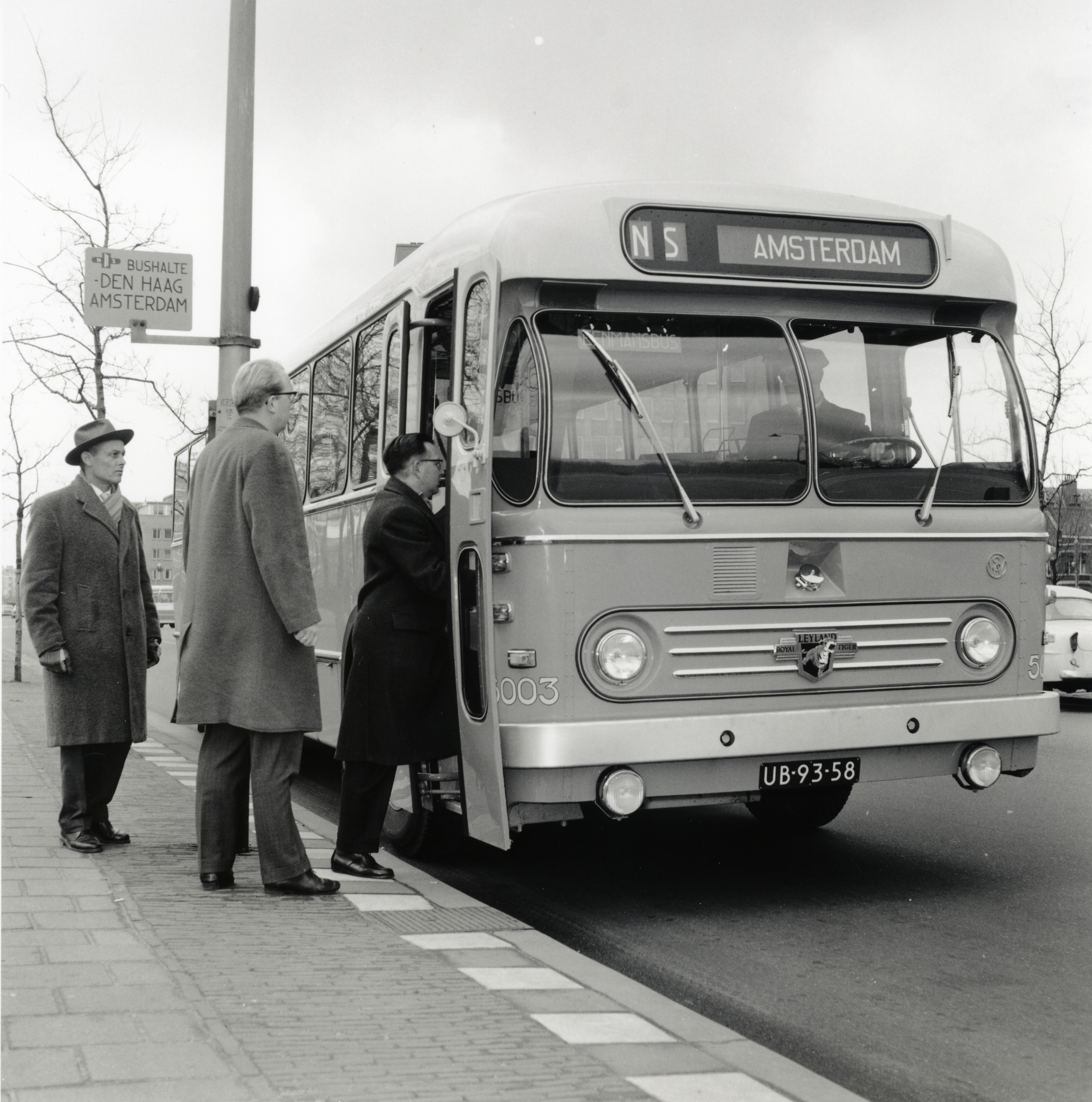
NZHVM 5003, Leyland-Werkspoor LE-WS, bouwjaar 1962, op de NS-busdienst (Amsterdam-Den Haag) in 1962

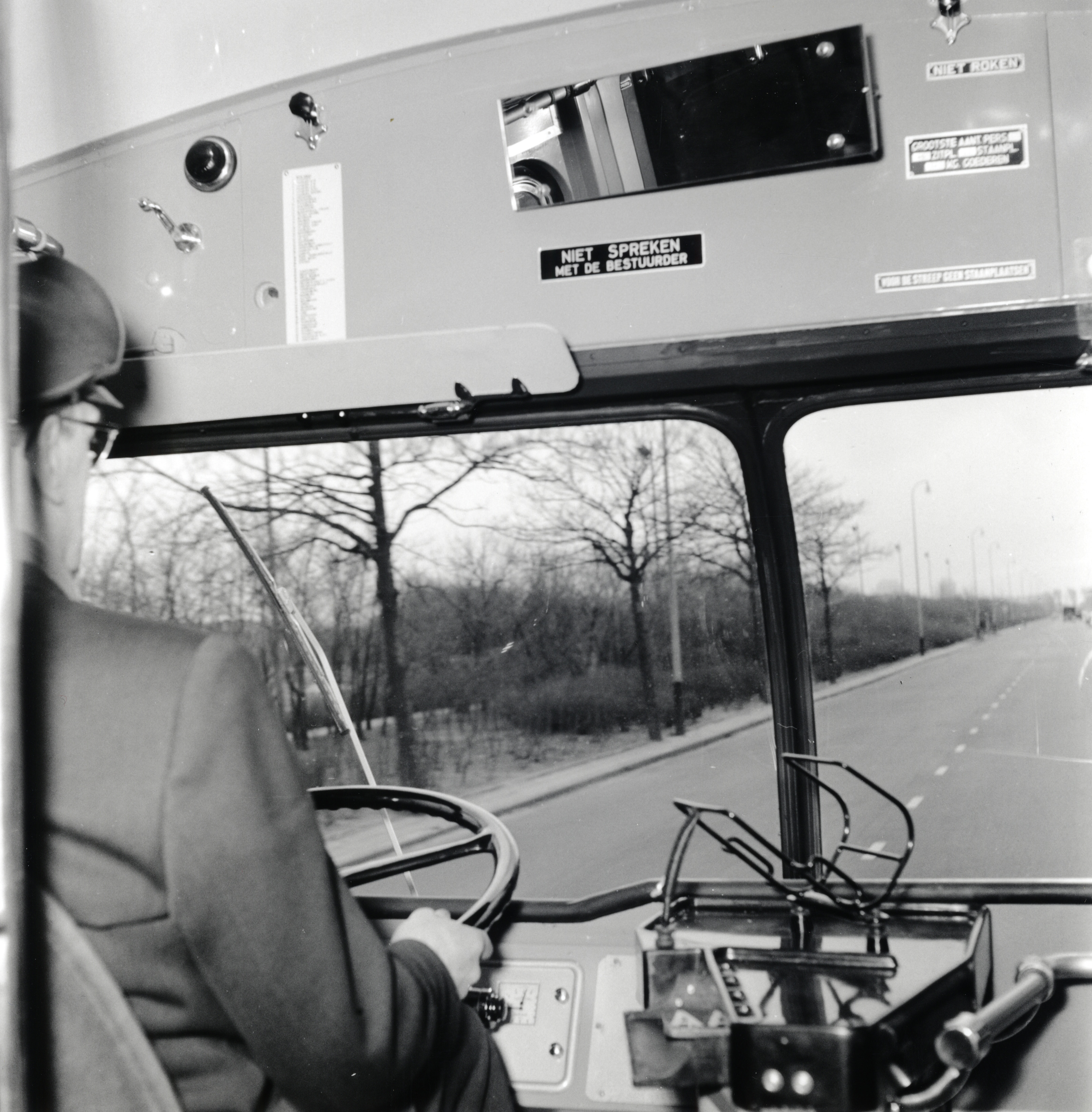
Uitzicht voor de chauffeur door het 'bolle raam"

De bolramer was een streekbus voor het Nederlandse openbaar vervoer, die werd gebouwd tussen 1956 en 1967. Van dit autobustype werden vele honderden exemplaren gebouwd. Hij kan gezien worden als een van de voorgangers van de standaardstreekbus. Hij onderscheidt zich van soortgelijke bussen uit dezelfde periode door de 'bolle' constructie van de voorruit, die als een paraboolreflector is uitgevoerd.

## Algemeen
'Bolramer' is een naam die vooral door bushobbyisten wordt gebruikt voor een groot aantal streekbussen die de dochterondernemingen van de Nederlandse Spoorwegen in dienst stelden in de periode van 1956 tot 1967. Bij de busbedrijven zelf was deze benaming onbekend. Een grote vervoerder als NZH noemde deze bussen "A-roads", bij de GADO werd gesproken van "de Werkspoors".
De bijnaam 'bolramer' is afkomstig van de nieuwe voorruitconstructie die de bussen bezaten. De bolle voorruiten zorgden ervoor dat de buschauffeur geen last had van hinderlijke reflectie door de (steeds beter wordende) binnenverlichting van tl-buizen.
De meeste bolramers werden gebouwd door Werkspoor in Utrecht. Deze fabriek van voornamelijk rollend materieel voor spoor- en tramwegen was omstreeks 1948 met de bussenbouw gestopt, maar daar op verzoek van NS na zeven jaar toch weer ingestapt om te voorkomen dat de grote carrosseriebouwer Verheul een monopolie zou verwerven. Verheul was al in staat om bussen met een zelfdragende carrosserie te bouwen (de Holland Coach en Royal Holland Coach, beide met componenten van Leyland) en Werkspoor moest dat volgens NS ook kunnen. Verheul bouwde alle types en speciale uitvoeringen, Werkspoor mocht één standaardmodel in bijna ongelimiteerde aantallen vervaardigen. In tegenstelling tot tegenwoordig, nu busbedrijven kopen wat de industrie te bieden heeft, werden bussen ontwikkeld in nauwe samenspraak tussen producent en gebruiker. De NS-holding had deze taak gedelegeerd aan het Centraal Autoherstelbedrijf (CAB) te Utrecht, dat was voortgekomen uit de technische dienst van de Algemeene Transport Onderneming (ATO). Ook de grote revisies aan de bussen van de NS-dochters werden bij het CAB uitgevoerd.
De eerste bolramers waren twee prototypen van het Amsterdamse merk Kromhout die Werkspoor in 1955 leverde aan NBM, maar vooral het Britse merk Leyland Motors Ltd., gevestigd in de stad Leyland in Lancashire, is verbonden aan dit autobustype. De 85 wagens van de voorserie 4100 werden in 1957 gepresenteerd voor onder meer de zeer drukke NZH-buslijn 80 (Zandvoort-Amsterdam), die in dat jaar begon te rijden als opvolger van de Blauwe Tram op dat traject.
Tevens was dit type bedoeld als een van de opvolgers van de befaamde Crossley-bussen die na de Tweede Wereldoorlog een groot aandeel hadden gehad in de wederopbouw van het Nederlandse openbaar vervoer. Deze bussen naderden het eind van hun levensduur en werden door hun bouwwijze niet meer als modern ervaren. De bolramer, die werd ontworpen volgens het trambusmodel - waarbij men instapt vóór de vooras, direct bij de chauffeur - maakte in combinatie met het Becksonapparaat een efficiëntere eenmansbediening mogelijk dan de hiertoe verbouwde Crossleys. Toch hebben op de langste en drukste streeklijnen ook op de bolramer nog jarenlang conducteurs dienstgedaan. Bij de NZH gebeurde dat voor het laatst in 1967 op de zogenaamde Duinlanderlijn Haarlem - Den Haag.
Omdat de voorserie 4100 met Leyland-componenten van het type Tiger Cub te licht in gewicht en te zwak gemotoriseerd werd bevonden, werd al vrijwel direct een krachtiger streekbus ontwikkeld met de zwaardere Leyland Royal Tiger-componenten, waarvan de eerste tien exemplaren eind 1957 in dienst kwamen bij de Nederlandse Buurtvervoer Maatschappij (NBM). Het is deze bus die in de jaren 1958-1962 in grote aantallen door Werkspoor en in 1963 nog door Hainje aan de NS-dochters werd geleverd. De carrosseriefabrieken Van Hool en Den Oudsten bouwden gemodificeerde varianten, waarvan de laatste in 1967 op de weg kwamen. Verheul paste in opdracht van de NZH het Werkspoor-patent toe op zelfdragende stads- en streekbussen met Leyland-componenten, terwijl Hainje, Den Oudsten en Verheul aan de NS-dochters ook korte bolramers voor plattelandslijnen leverden op chassis van Scania-Vabis.
De bolramer was een zeer populaire streekbus. De vervoerders die deel uitmaakten van het NS-concern hebben gezamenlijk honderden bussen van dit type afgenomen. De bussen verschenen in de toenmalige eigen huisstijl van de vervoerders op de weg. Een uitzondering hierop waren zestien 4100'en voor NZH, die werden afgeleverd in een speciale Pruisisch blauwe beschildering voor de dienst op de NS-busdienst (Amsterdam-Den Haag) via Rijksweg 44 (waar ze al na enkele jaren door de zwaardere A road-bolramers werden vervangen).

## Bouwwijze

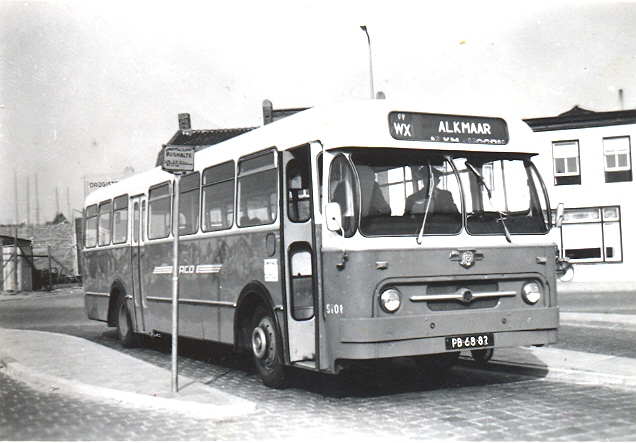
NACO-prototype 5101, Leyland-Werkspoor L-WS, bouwjaar 1956, in Den Helder op 11 mei 1960

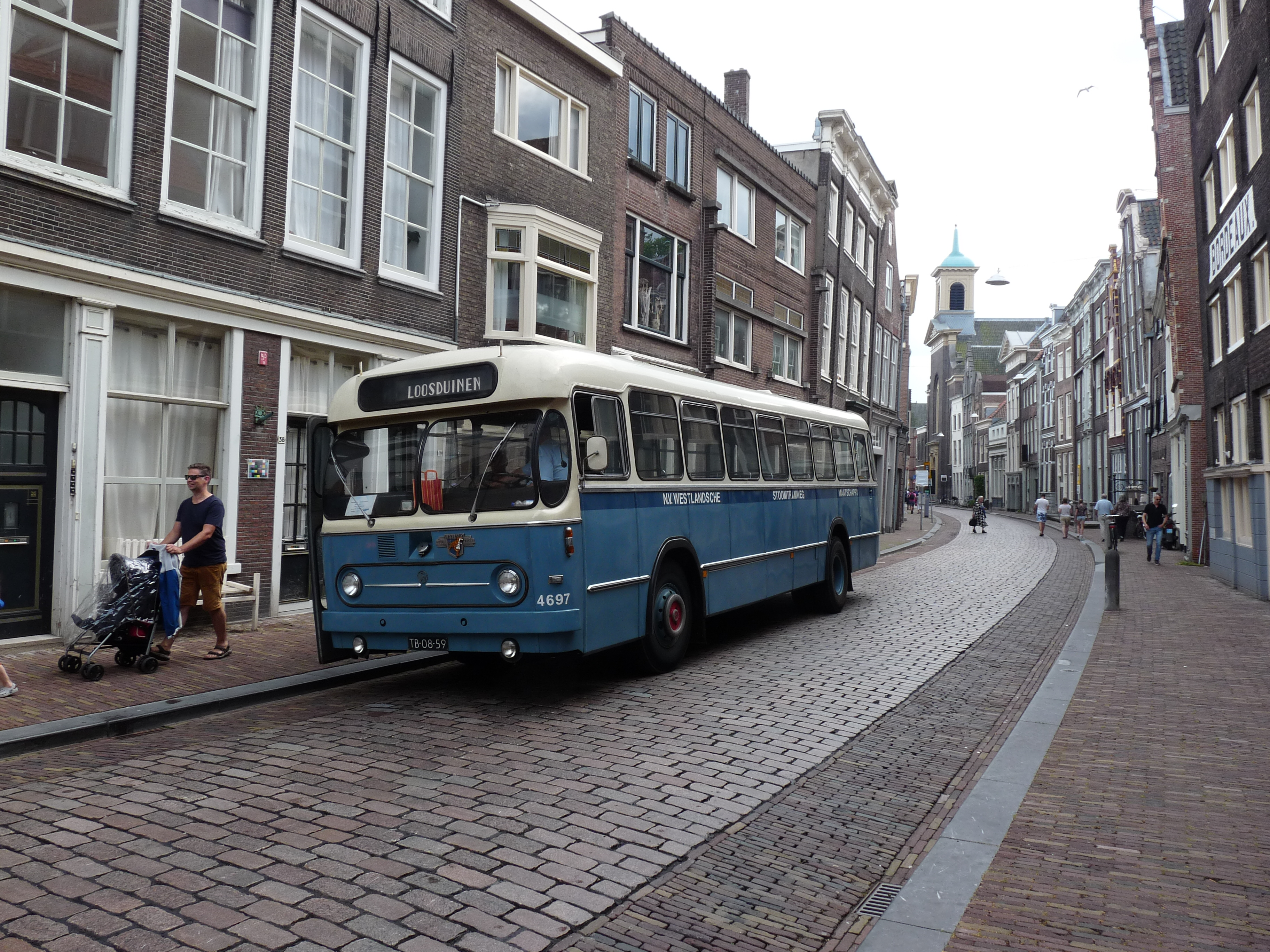
WSM-bus 4697, LE-WS, bouwjaar 1958

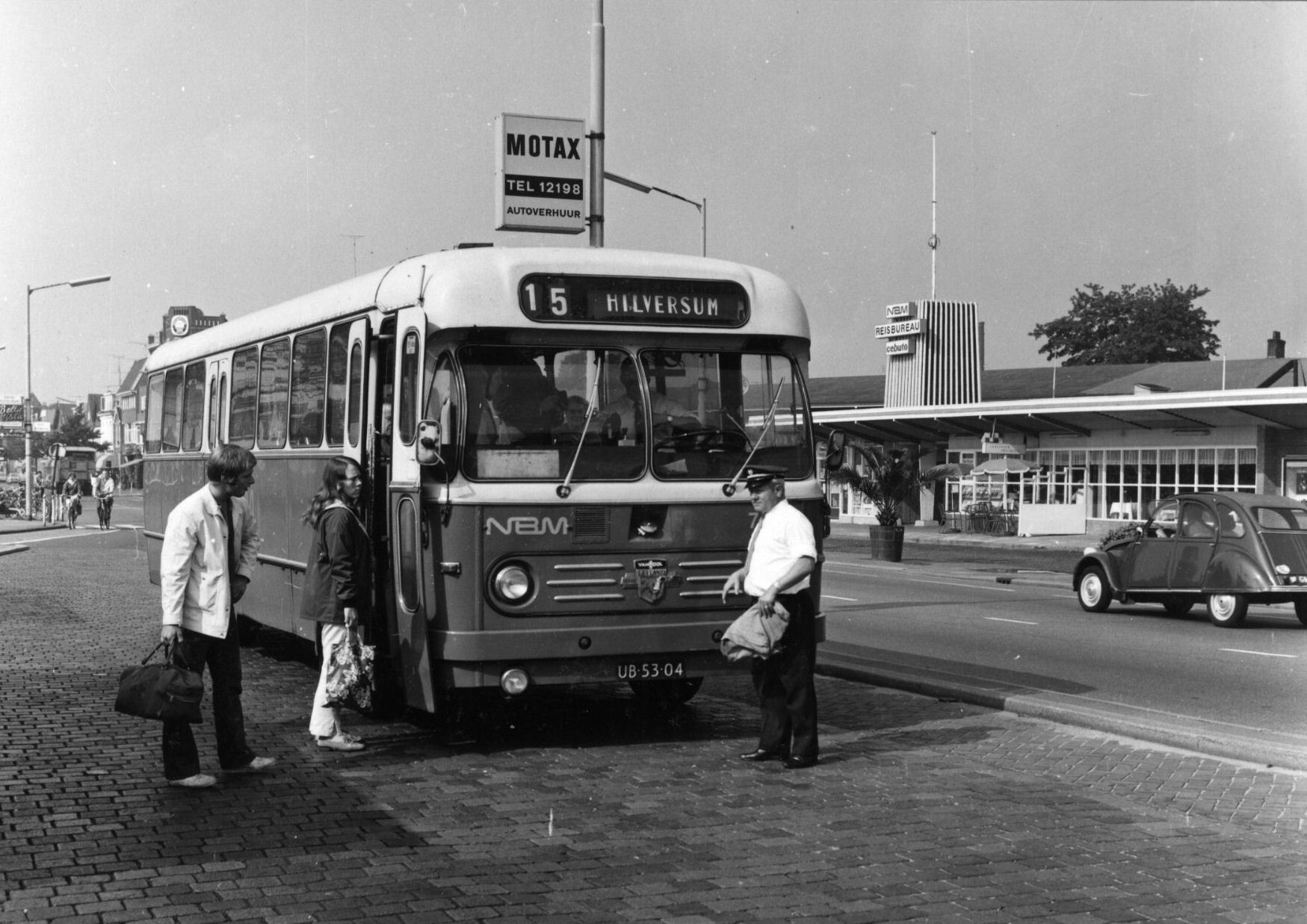
Leyland-Van Hool bolramer 7018 van de NBM te Zeist, 1970 of 1971

De A-road bolramer-streekbus (series 4600–4609 / 4651–5031 van Werkspoor en 7400–7407 / 7450–7469 van Hainje) uit 1958–63, met componenten van de Leyland Royal Tiger Worldmaster, was 11,0 m lang, 2,5 m breed en 3,1 m hoog. De wielbasis was 5,61 m, het gewicht 8600 kg. Met 419 exemplaren was dit het meest voorkomende model. De afmetingen van de voorserie 4100 uit 1956/57 met Leyland Tiger Cub componenten waren vrijwel dezelfde, maar de wielbasis was 5,69 m en het gewicht aanzienlijk lager, namelijk 7000 kg. Door de geringere wieldiameter van deze bussen kwamen ze iets lager uit dan de A-roads. Van de laatste bolramers (series 7550–7608 / 7620–7640), gebouwd door Den Oudsten in 1964–67, was de lengte 11,4 m.
Het meest opvallende element aan de bolramers was de voorruitconstructie waaraan zij hun bijnaam dankten. Werkspoor had de voorruit de vorm van een ellips gegeven. Het oog van de chauffeur viel samen met een van de beide brandpunten van deze ellips. Onder de voorruit bevond zich een matzwarte reflectiebak die het andere brandpunt vormde. Alleen de lichtstralen uit het onderste brandpunt konden na weerspiegeling het oog van de buschauffeur bereiken, maar de reflectiebak onderschepte deze stralen over de gehele breedte van de voorruit. Daardoor had de chauffeur geen enkele last van weerspiegeling van de binnenverlichting. Deze oplossing werd bedacht door hoofdingenieur Hofstede van Werkspoor te Utrecht. Op zijn vinding "parabolisch gebogen voorruit" werd octrooi verkregen.
Ook modern voor die tijd was de bouwwijze van de bolramers. Zij waren niet gebouwd op een conventioneel chassis met zware steunbalken, maar hadden een zelfdragende constructie (integrale bouw). Daarbij zijn slechts lichte chassisbalken ter ondersteuning nodig, omdat ook de zijwanden van de carrosserie als dragende elementen fungeren. Dat levert een aanzienlijke gewichtsbesparing en een grotere stijfheid op. De NZH-serie 4100 had nog de gebruikelijke starre vooras, maar bij de latere series werd onafhankelijke voorwielophanging toegepast, waarbij de loop van het ene wiel niet wordt beïnvloed door verticale bewegingen van het andere wiel. Deze was door Leyland speciaal voor Nederland ontwikkeld en was voor die tijd zeer geavanceerd. De wielen veerden niet door traditionele blad- of schroefveren, maar door torsiestaven, die parallel aan de chassisbalken lagen.

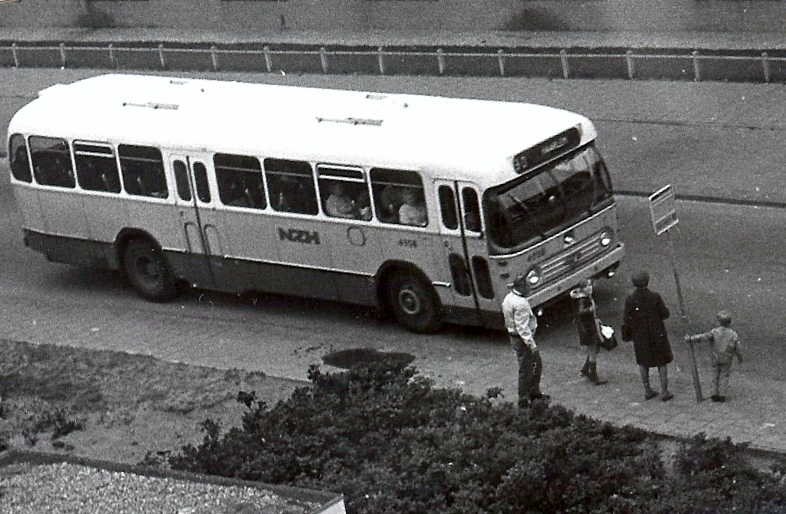
Leyland-Werkspoor bolramer 4954, LE-WS, bouwjaar 1961, van NZH te Katwijk in 1972

De dieselmotor bevond zich liggend onder de vloer in het midden van de bus (underfloor motor). Er werd gebruikgemaakt van componenten (onderdelen) van Leyland. Bij de serie 4100 waren deze ontleend aan het model Tiger Cub met een O.375-motor van 110 pk (81 kW), die echter matig presteerde. Daarom werden er proeven genomen met een prototype (NACO-bolramer 5101), waarvan de relatief zwakke O.350-motor door een blower was opgevoerd van 90 pk (66 kW) naar 128 pk (94 kW). Men gaf voor de latere series A-roads echter de voorkeur aan componenten van het zwaardere type Royal Tiger Worldmaster met een O.600-motor van 125 pk (92 kW). De 14 exemplaren voor het Heuvelland (Zuid-Limburg) hadden de O.680-motor van 185 pk (136 kW).
Een kenmerk van de Leyland-bolramers - trouwens van veel Leyland-bussen - was de GB106/2 vloeistofkoppeling volgens Wilson-octrooi, vervaardigd door Self-Changing Gears Ltd. (SCG) in Coventry, waarin Leyland sinds 1951 een derde en sinds 1957 de meerderheid van de aandelen had. De 'pneumo-cyclic' halfautomatische versnellingsbak met vier versnellingen werd bediend door een simpele, zwaar uitgevoerde schakelaar, die met een ronde knop heen en weer werd bewogen in een H-vormig stelsel van sleuven boven op een op de wagenvloer gemonteerde kolom. Bij het schakelen kon men lucht horen ontsnappen. Een apart ontkoppelingspedaal ontbrak.
Met uitzondering van de 4100'en en de 5101, die klapdeuren hadden, waren alle A road-bolramers van de NS-dochters uitgerust met dubbelblads zwenkzwaaideuren, waarbij de beide deurhelften zich bij het openen eerst naar buiten bewegen en dan evenwijdig aan de zijwand uit elkaar schuiven.
Bolramers in het noorden van Nederland - bij GADO, NOF en NTM - hadden achter op het dak een imperiaal voor het vervoer van rijwielen en daarom ook uitklapbare treden en handsteunen aan de achterzijde. Toen omstreeks 1960 het fietsenvervoer per lijnbus werd afgeschaft, raakten deze attributen in onbruik. Bij de latere bolramers werden zij niet meer aangebracht en bij de andere werden ze (soms pas jaren later) verwijderd.
De carrosserievorm van de Werkspoor "A-roads", gebaseerd op die van de 4100, bleef tijdens de productiejaren 1958–62 vrijwel gelijk, maar kleine onderlinge verschillen waren er wel. Zo kreeg de chauffeur bij de wagens vanaf nummer 4988 wat meer ruimte en een verbeterd uitzicht door een grotere linker zijruit, terwijl de overige zijruiten - dankzij verbeterde ventilatie - geen klapraampjes meer hadden. In plaats van chroom werd roestvast staal toegepast. In plaats van schuifluiken werden in het dak uitwerpluiken aangebracht. Van belang voor de veiligheid was ook het feit dat deze laatste Werkspoor-bolramers (bouwjaar 1962) niet meer konden wegrijden met geopende uitstapdeur. NZHVM-bus 4993 werd op proef uitgerust met luchtvering door middel van vier luchtbalgen op de achteras.
Het interieur bevatte 45, 46 of 47 zitplaatsen, waarvoor vanaf 1962 (te beginnen bij NZH 4988) een nieuw model tweezitsbank werd geïnstalleerd. De rug had niet meer een verchroomde bovenrand maar een beklede, waaraan de reizigers zich bij plotseling remmen niet meer konden stoten.
Ook waren er verschillen doordat bedrijven eigen voorkeuren lieten meespelen. De NZH en nog enkele bedrijven wensten alleen vooruitrijdende zitplaatsen en lieten bij hun 'A-roads' de zitbanken monteren op een plateau, waardoor het looppad enigszins verdiept leek te liggen. Tien Zuidoosterexemplaren met deze stoelopstelling waren aanvankelijk eendeurs semi-touringcars. De andere bedrijven kochten bolramers waarbij alle zitbanken rechtstreeks op de vloer waren gemonteerd. Daardoor moesten acht reizigers (boven de wielkasten zittend) achteruitrijden.
Tegelijk met Werkspoor bouwde ook Verheul grote series zelfdragende A-roadbussen ("Leyland-Verheul LV") voor de streekbuslijnen van de NS-dochters volgens dezelfde specificaties en met dezelfde Leyland Worldmaster-componenten. Daarvan had een gering aantal (14 voor NZH, 2 voor Flevodienst en 2 voor LTM) de bolle Werkspoor-voorruit, maar alle andere exemplaren hadden een door Verheul zelf ontworpen 'geknikte' voorruitconstructie die de reflectie even succesvol te lijf ging.

## Voortgezette productie

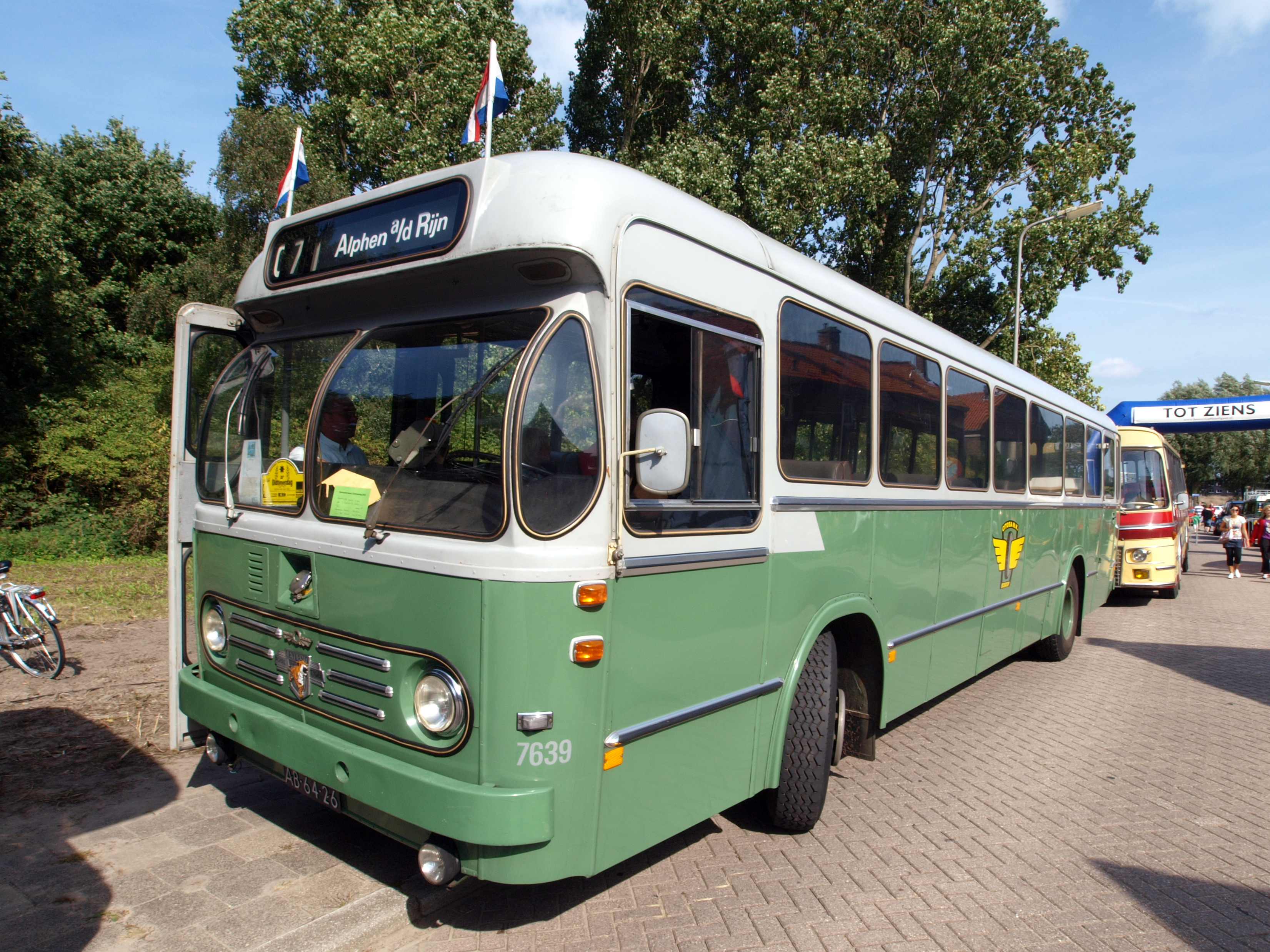
Leyland-Den Oudsten LO bolramer 7639, bouwjaar 1967 (ex TP-RAGOM) van het Haags Bus Museum, in groene Citosa-uitmonstering

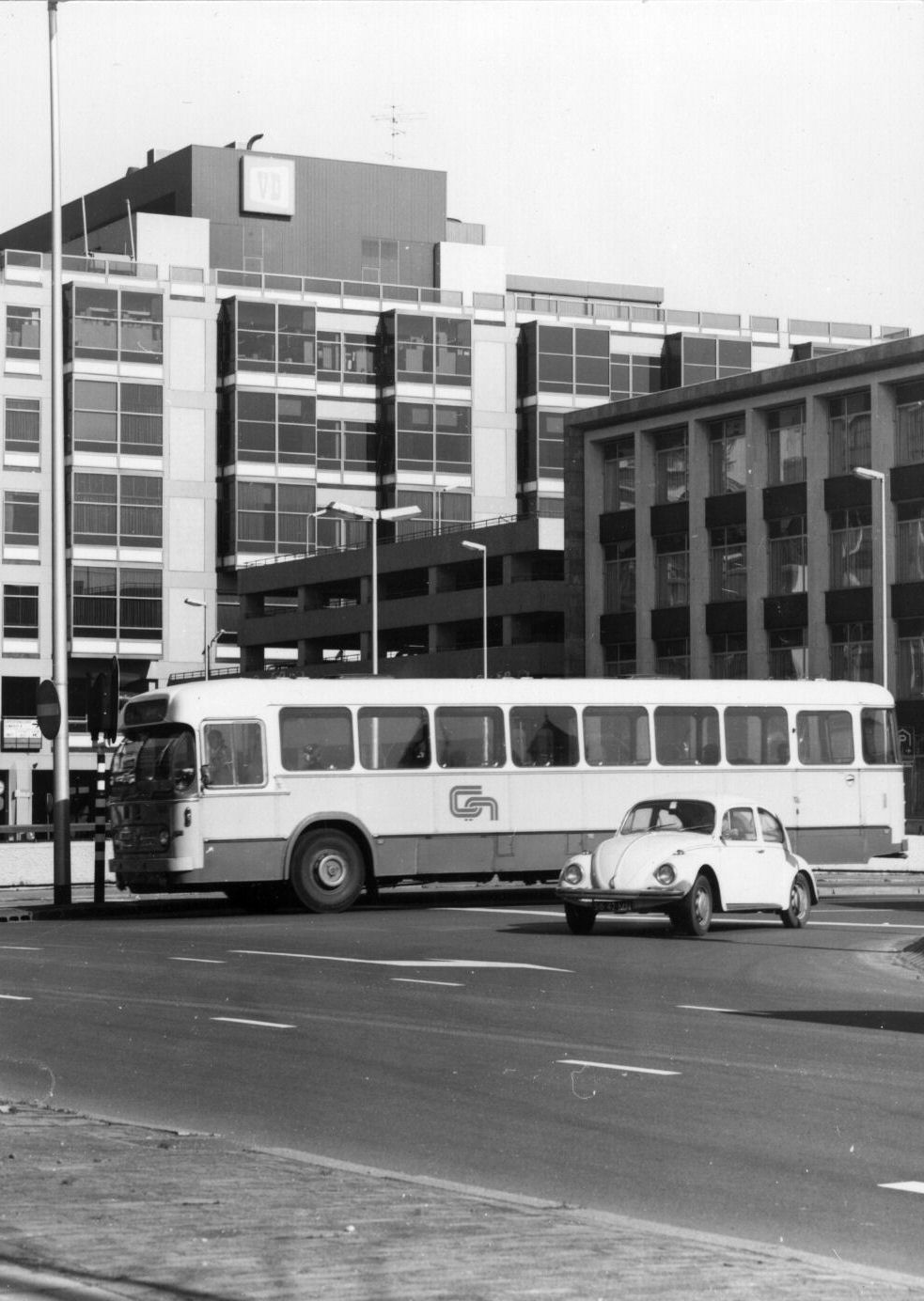
Gele Leyland-Van Hool LE-HO bolramer met panoramische achterruit uit 1961 van Centraal Nederland, omstreeks 1975

In 1962 staakte Werkspoor de productie van autobussen, omdat de NS-dochters niet bereid waren een afnamegarantie af te geven. Werkspoor had toen 477 zelfdragende Leyland-bolramers gefabriceerd voor NZH, NBM, NACO, GADO, NOF, NTM, Salland, WSM en Zuidooster, plus nog 23 stuks op Leyland Royal Tiger Worldmaster-chassis voor de gemeentelijke vervoerbedrijven van Utrecht (20) en Arnhem (3).
Het betekende echter niet het einde van de bolramer. De autobusproductie van Werkspoor werd overgenomen door Hainje in Heerenveen. Deze fabriek leverde in 1962 nog eens drie Royal Tiger Worldmasters van het bolramertype voor Arnhem en het jaar daarop 28 bolramers - geheel van het Werkspoor-model - aan DVM, GADO, WSM, NTM, NZH en NOF.
Eerder al, in 1961-62, had het Belgische carrosseriebedrijf Van Hool in Koningshooikt een serie van 74 bolramers gebouwd voor SBM, NBM, NACO, Salland, WSM en NTM en daaraan een eigen model achterkant (met panoramische ruiten) gegeven.
Ook Den Oudsten in Woerden heeft in de jaren 1964–67 nog 80 exemplaren van dit toen al enigszins achterhaalde busmodel gefabriceerd voor NBM, Citosa, LTM, NACO, Flevodienst, GADO, WSM, DVM en TP-RAGOM. Deze bolramers waren langer (de 12-meterbus was inmiddels wettelijk toegestaan), hadden brede middendeuren en een rechthoekiger achterkant. De 14 stuks voor de LTM, die bestemd waren voor het Heuvelland in Zuid-Limburg, kregen de krachtige Leyland O.680-motor (185 pk = 136 kW). In 1967 verlieten de laatste bolramers de fabriek ten gunste van de standaardstreekbus.

## Latere ontwikkeling

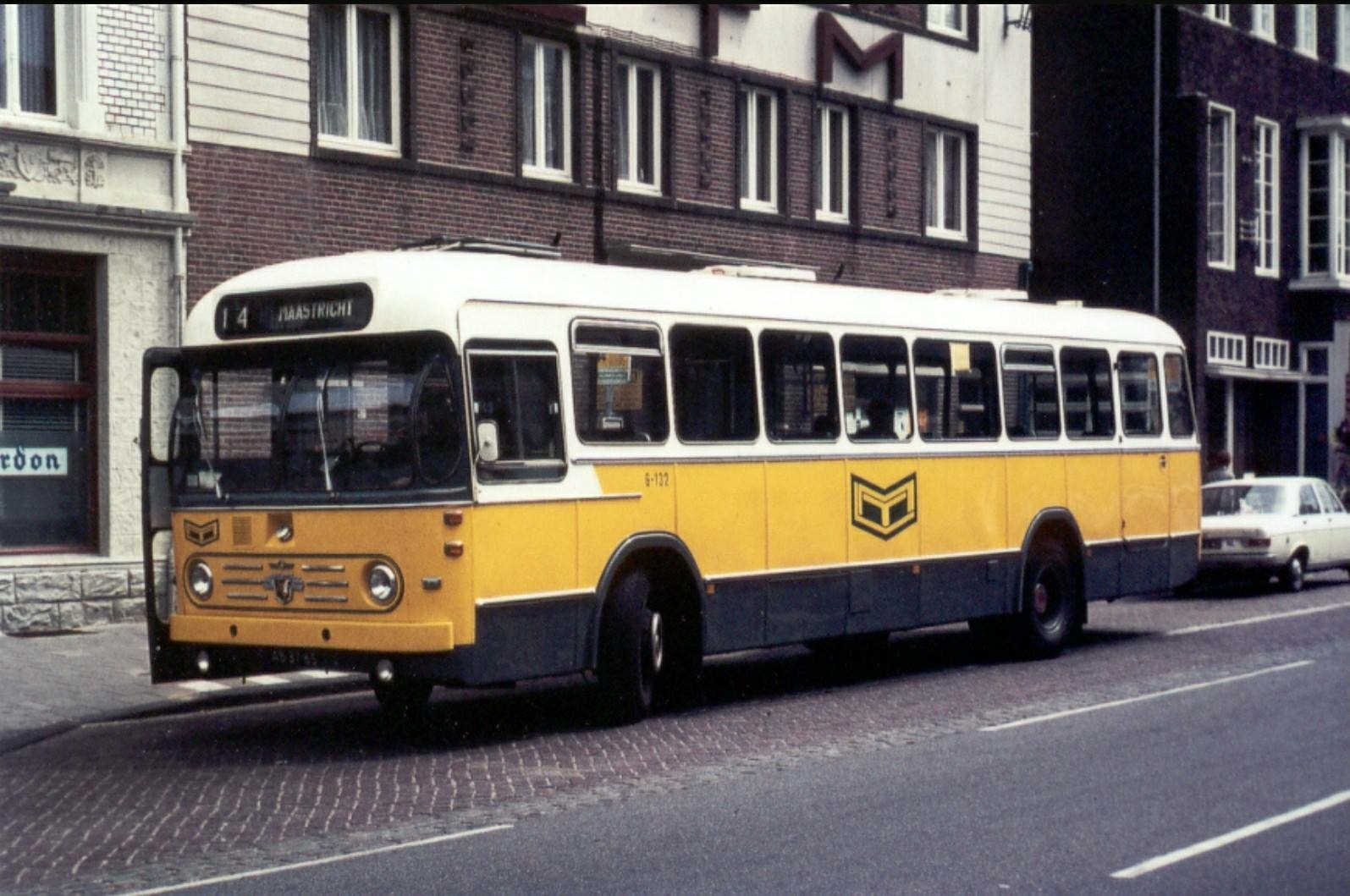
Leyland-Den Oudsten LO 'bolramer' 6-132 = NS 7573 (bouwjaar 1966) van LTM in het landelijke "openbaar-vervoer geel"

Midden jaren zestig namen enkele pas tot het NS-concern toegetreden vervoerbedrijven als RTM, BSM, RAGOM (participant in Twee Provinciën) en Citosa-dochter Van Gog een aantal bolramers over van collega-bedrijven. NZHVM verkocht als enige NS-dochter zelfs bolramers aan particuliere streekvervoerders, namelijk 4800'en aan VAGU en 4100'en aan de toen nog zelfstandige Twee Provinciën-participant Reederij op de Lek.
In de late jaren zestig en de jaren zeventig fuseerden vele streekvervoerders, zodat veel bolramers van eigenaar veranderden:
- Citosa, Van Gog, WSM en TP gingen rijden onder de vlag van Westnederland
- De NBM-bussen waren voortaan voor CN onderweg
- NTM en NOF werden ondergebracht bij de FRAM
- De bussen van NACO gingen rijden voor NZH
- LTM werd opgenomen in VSL
- NBM-dochter BSM werd ingelijfd door Zuidooster
- SBM werd overgenomen door de ZVTM (later ingelijfd in ZWN) die zich tevens ontfermde over een Flevodienst-bolramer
- Salland ging op in de VAD, die zelf nooit bolramers had aangeschaft (vanwege een voorkeur voor de vergelijkbare Leyland-Verheul LV met een eigen zeskantige antireflectie-voorruit), maar nu enkele exemplaren meekreeg. Flevodienst en VAD vormden in 1981 samen een nieuwe VAD.

Door de komst van de standaard streekbus werd de kleur geel (met grijze schortplaten en een wit dak) de nieuwe gezamenlijke huisstijl van de streekbussen in Nederland. Hierdoor werden de meeste bolramers in de jaren zeventig vergeeld, maar toch heeft een aantal tot aan de sloop de oorspronkelijke bedrijfskleuren behouden.
Vanaf midden jaren zeventig tot en met 1983 werden de bolramers buiten dienst gesteld en afgevoerd. De meeste bussen gingen naar het Centraal Autoherstel Bedrijf van de gezamenlijke NS-dochters in Utrecht, waarna zij gesloopt werden.

## Museumbussen

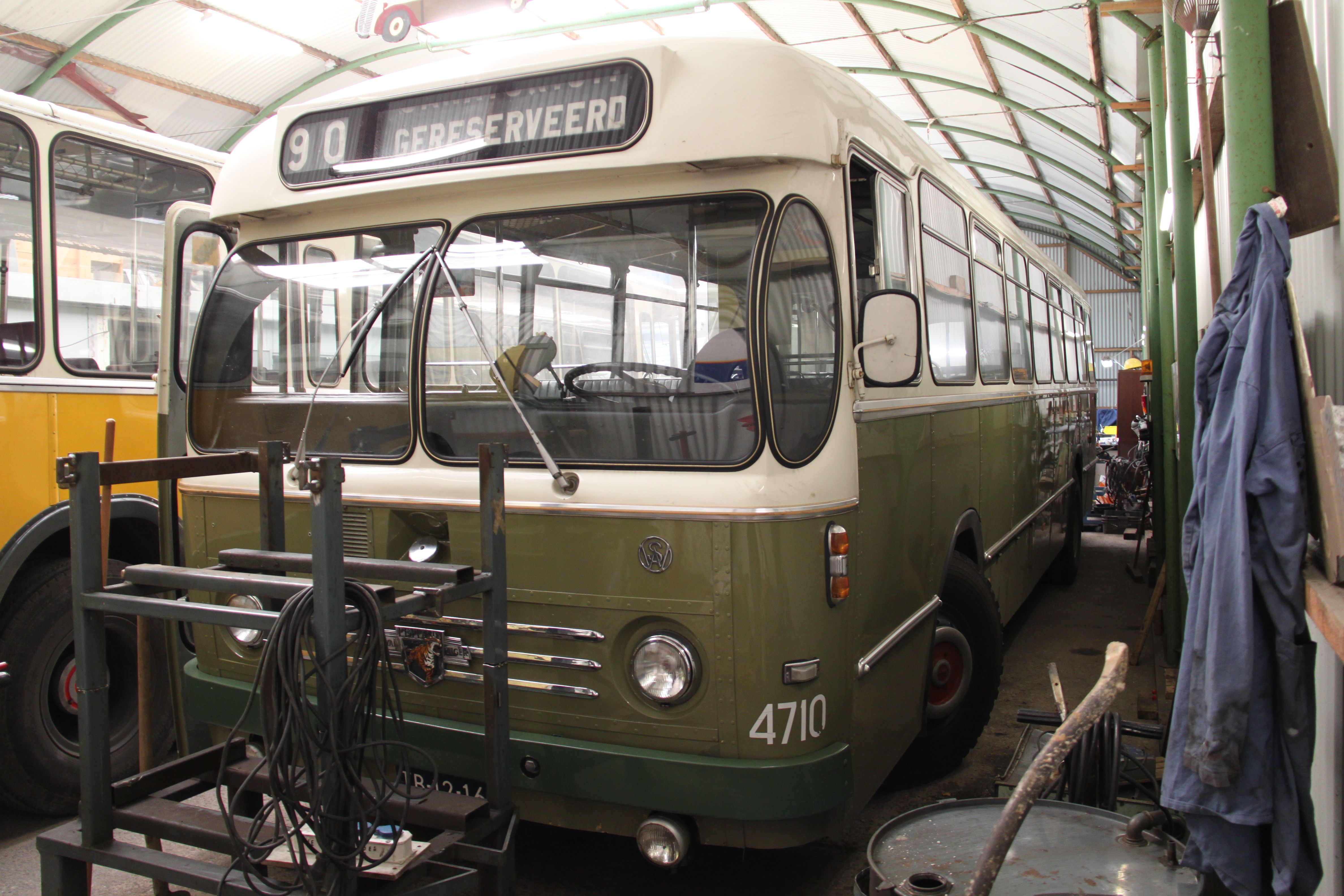
NBM-museumbus 4710

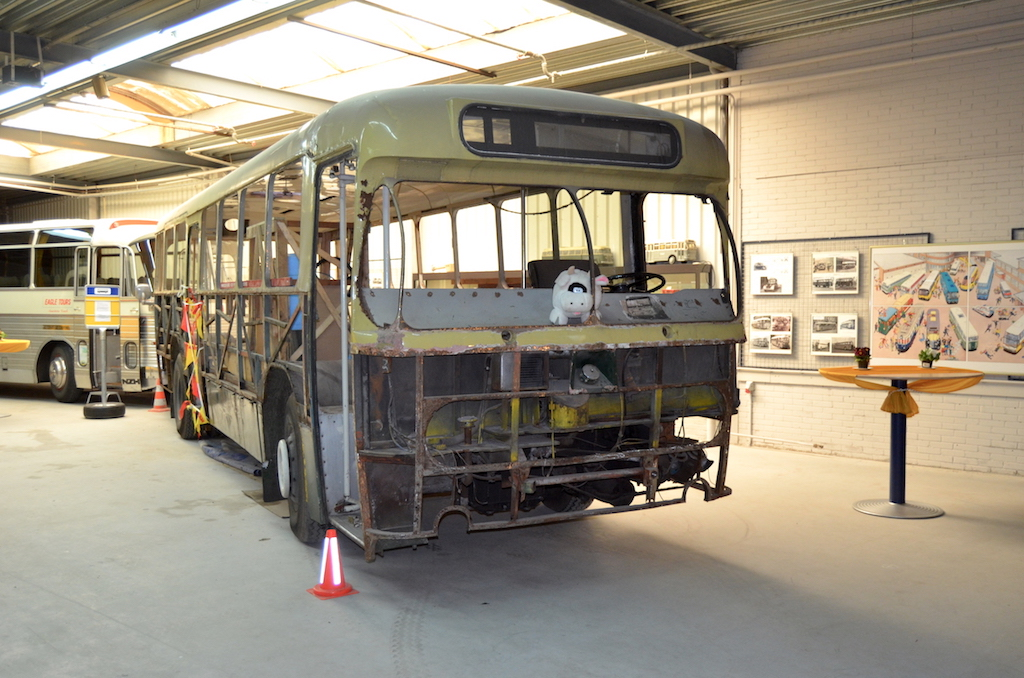
Zuidooster-bus 5023 wordt gerestaureerd in NZH-toestand

Enkele exemplaren ontsprongen de dans en werden opgenomen in museale collecties.
- WSM 4697 uit 1958: Stichting Veteraan Autobussen, Den Haag-Loosduinen. A-status in het Nationaal Register Mobiel Erfgoed.[4]
- NBM 4710 uit 1959: Nationaal Openbaar Vervoermuseum, Ouwsterhaule.
- NACO 4740 uit 1959: NZH-Vervoermuseum, Haarlem. Deze Bolramer werd in 2002 na een zware aanrijding total loss verklaard. Het wrak is verkocht aan een particulier.
- NZH 4842 uit 1960: Haags Bus Museum, Den Haag. Is door de gemeente 's-Gravenhage aangewezen als roerend monument.
- Zuidooster 5023 uit 1962: NZH-Vervoermuseum, Haarlem (sinds einde 2008).[5] Wordt in grijze NZH-staat gerestaureerd, met gebruikmaking van het interieur van de verongelukte 4740.[6]
- LTM 6-137 (NS 7578) en 6-132 (NS 7573) uit 1966: Stichting Limburgse Tramweg Maatschappij.
- WSM 7602 uit 1966: aanvankelijk in Nederlands Spoorwegmuseum, thans in particuliere handen.
- Citosa 7639 uit 1967: Haags Bus Museum, Den Haag. Is door de gemeente 's-Gravenhage aangewezen als roerend monument. Eigenlijk afkomstig van de RAGOM te Ridderkerk, participant in Twee Provinciën.

In de Haarlemse woonwijk Remise Haarlem, gerealiseerd in 2018 op het terrein waar zich het NZH-gebouwencomplex bevond, herinneren de straatnamen aan de NZH-trams en bussen, waaronder de Bolramerstraat.

## Andere toepassingen van het Werkspoor-octrooi
Onderstaande bussen vielen niet binnen de categorie "Leyland-bolramer-streekbus", maar hadden wel de karakteristieke gebogen voorruit volgens het octrooi van Werkspoor.

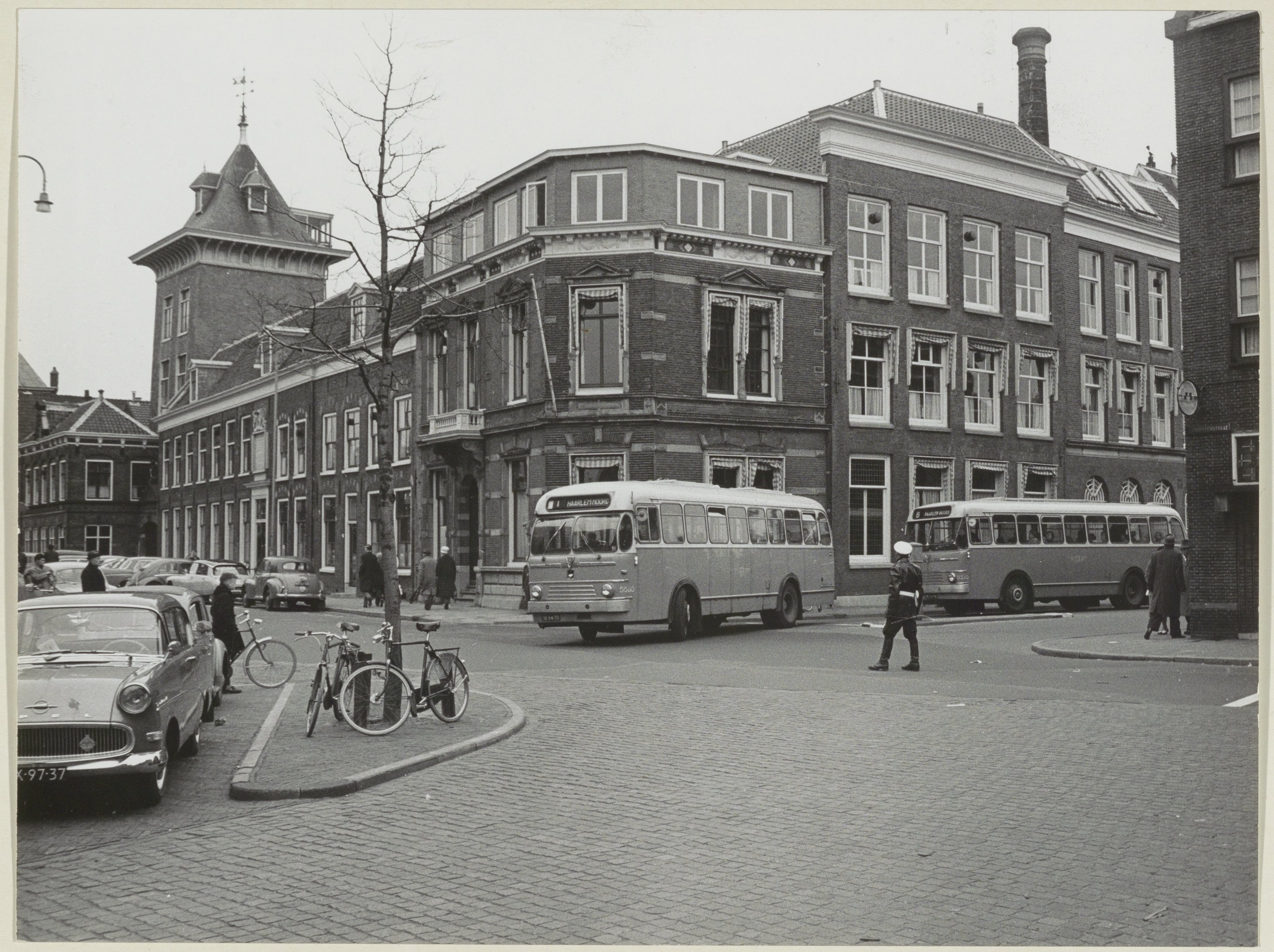
Verheul Holland Coach stadsbus met Werkspoor-voorruit. Daarachter een soortgelijk exemplaar met geknikte Verheul-voorruit.

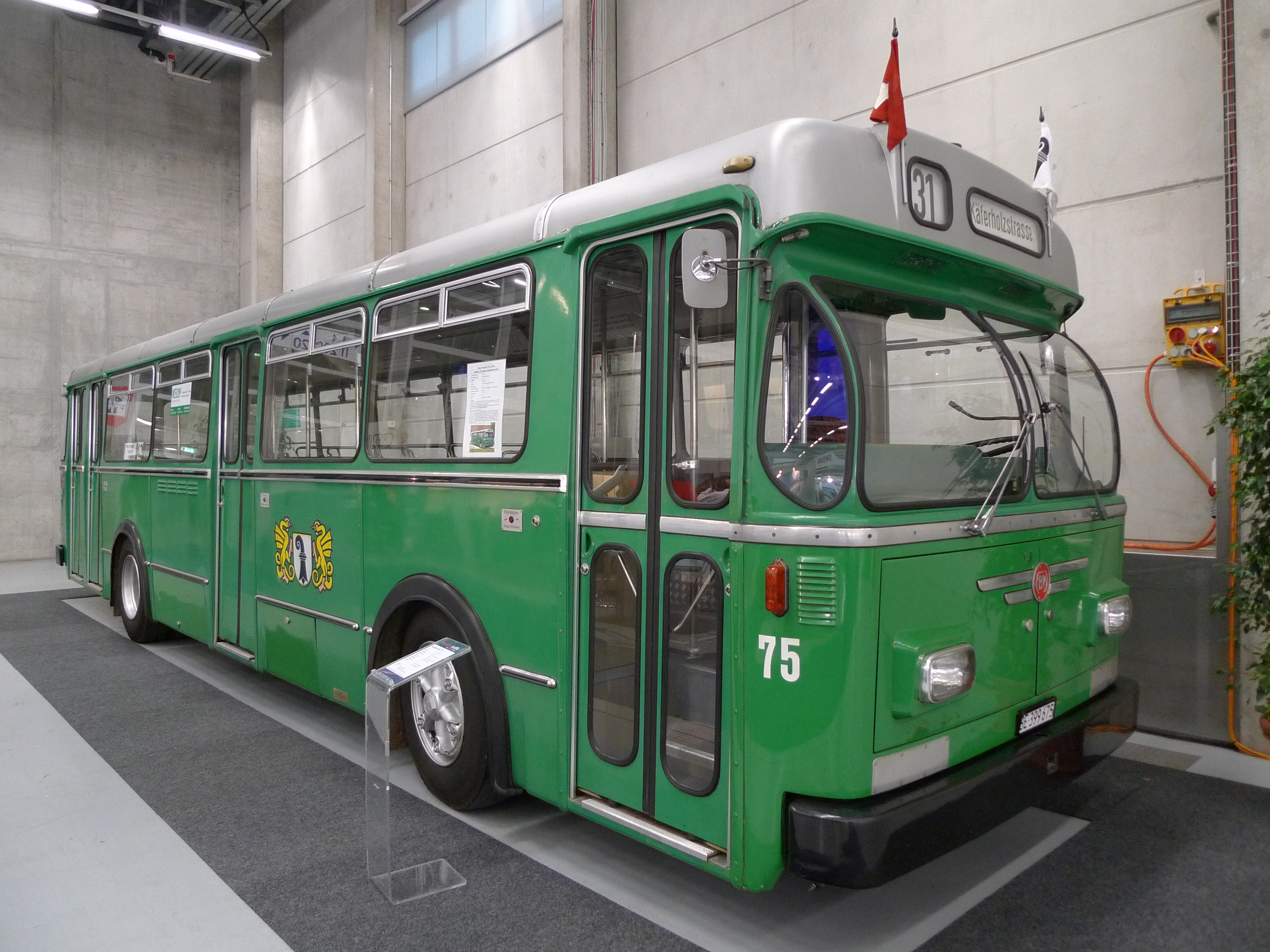
Een voorruit volgens Werkspoor-octrooi bij een FBW B51U stadsbus met carrosserie Frech & Hoch uit 1969 in Bazel (Zwitserland)

Twee prototypen van Kromhout waren de eerste bussen waarbij de anti-reflectie-voorruit volgens Werkspoor-octrooi werd uitgeprobeerd. Tot teleurstelling van Kromhout ging de NS voor de seriebestellingen niet door met dit merk.
- 2 Kromhout TB6 HGZ-117-prototypen met carrosserie van Werkspoor voor NBM (nummers 5350 en 5351), gebouwd in 1955.

150 korte Scania Vabis-streekbussen werden geleverd in de jaren 1957-59 op een smal BF5150V of breder BF5250V chassis met de dieselmotor staand voorin. Zij werden gebouwd voor de plattelandslijnen van Citosa, DABO-EDS (later DVM), GADO, Marnedienst, NACO, NBM, NOF, NTM, Salland, SW en WSM, als volgt verdeeld:
- 49 smal, met carrosserie Hainje, 3201–3217 (1-deurs) en 3251–3282 (2-deurs)
- 42 smal, met carrosserie Den Oudsten, 3301–3312 (1-deurs) en 3351–3380 (2-deurs)
- 29 smal, met carrosserie Verheul, 3401–3429 (1 deurs)
- 30 breed, met carrosserie Den Oudsten, 3501–3526 (1-deurs) en 3551–3554 (2-deurs)

26 stadsbussen werden gebouwd op Leyland Royal Tiger Worldmaster chassis als enige bussen met Werkspoor-voorruit die nieuw zijn aangeschaft buiten het NS-concern:
- 20 met Werkspoor-carrosserie voor GEVU (serie 41–60) in 1957;
- 3 met Werkspoor-carrosserie voor GVA (serie 39–41) in 1961;
- 3 met Hainje-carrosserie voor GVA (serie 42–44) in 1962.

In deze gevallen ging het niet om zelfdragende bouw. De bussen waren op chassis gebouwd. Wel werd dezelfde Leyland O.600-motor toegepast en was er weinig uiterlijk verschil met de bolramers van het streekvervoer.
De NZH gaf ook voor Verheul-producten de voorkeur aan de Werkspoor-voorruit. Vier exemplaren voor LTM en twee voor Flevodienst waren oorspronkelijk bestemd voor de NZH. Afgezien daarvan waren deze zelfdragende bussen van eigen Verheul-model.
- 35 korte Leyland-Verheul Holland Coach-stadsbussen voor NZH (nummers 5569–5592 en 5490–5500) in de jaren 1957–60
- 9 korte Leyland-Verheul LNSV-stadsbussen voor NZH en LTM (serie 5375–5383) in 1964
- 18 langere Leyland-Verheul LV-streekbussen voor NZH, LTM en Flevodienst (4577–4590 en 4593–4596) in 1964

Het Werkspoor-octrooi van de niet-reflecterende gebogen voorruit is nog jarenlang toegepast bij autobussen en trolleybussen van Zwitsers fabricaat. Andere bussen met een bolle voorruit - bijvoorbeeld de Belgische Brossel-bussen uit de jaren zestig, Franse Saviem- en Berliet-stadsbussen van de jaren zeventig en de Den Oudsten B88 en Berkhof-Duvedec bussen van de jaren tachtig en negentig - vallen niet onder het Werkspoor-octrooi, maar berusten wel op een soortgelijk antireflectieprincipe.

## Overzicht per type
Hieronder een overzicht van de Leyland-bolramer-streekbussen die de busbedrijven van het NS-concern centraal hadden ingekocht.

De nummering was centraal georganiseerd. Bij verkoop aan een zusterbedrijf binnen het concern behield de bus het nummer. Enkele bedrijven (DVM, LTM en SBM) hanteerden daarnaast een eigen nummering.
| NS-nummers          | Aantal | Merk                    | Carrosserie                 | Bouwjaren | |
| ------------------- | ------ | ----------------------- | --------------------------- | --------- | --- |
| 4101–4169           | 69     | Leyland-Werkspoor LH-WS | Werkspoor, Utrecht          | 1956/57   | - Voorserie voor NZH, die in de jaren zestig vele exemplaren aan zusterbedrijven verkocht. - Leyland O.375-motor                                                             |
| 4170–4185           | 16     | Leyland-Werkspoor LH-WS | Werkspoor, Utrecht          | 1957      | - Leyland O.375-motor - Gelijk aan 4101-4169, maar met gewijzigde overbrenging en aanvankelijk blauwe kleur voor NS-autobuslijn Amsterdam - Den Haag                         |
| 5101                | 1      | Leyland-Werkspoor L-WS  | Werkspoor, Utrecht          | 1957      | - NACO-proefbus, als serie 4100, maar met Leyland O.350-motor met blower |
| 4600–4609           | 10     | Leyland-Werkspoor LE-WS | Werkspoor, Utrecht          | 1958      | - Aanvankelijk semi-toerbussen (Zuidooster), middendeur aangebracht in 1965 - Leyland O.600-motor                                                                            |
| 4651–4987           | 337    | Leyland-Werkspoor LE-WS | Werkspoor, Utrecht          | 1958–61   | - Als 4600–4609, lijndienstversie met middendeur - Kleine onderlinge verschillen                                                                                             |
| 4988–5031           | 44     | Leyland-Werkspoor LE-WS | Werkspoor, Utrecht          | 1962      | - Als 4651–4987 met enkele modificaties, o.a. zijramen en interieur. |
| 7000–7073           | 74     | Leyland-Van Hool LE-HO  | Van Hool, Koningshooikt (B) | 1961/62   | - Als 4988–5031, maar met panoramische achterruit |
| 7400–7407           | 8      | Leyland-Werkspoor LE-WS | Hainje, Heerenveen          | 1963      | - Als 4988–5031, maar zonder middendeur (DVM 183–190) |
| 7450–7469           | 20     | Leyland-Werkspoor LE-WS | Hainje, Heerenveen          | 1963      | - Als 4988–5031 |
| 7550–7558 7562–7569 | 17     | Leyland-Werkspoor LE-WS | Den Oudsten, Woerden        | 1964      | - Lengte 12 meter, brede middendeur en strakke achterkant |
| 7559–7561           | 3      | Leyland-Verheul LV      | Den Oudsten, Woerden        | 1964      | - Gelijk aan 7550–7558 en 7562–7569 |
| 7570–7608 7620–7640 | 60     | Leyland-Den Oudsten LO  | Den Oudsten, Woerden        | 1966/67   | - Vrijwel gelijk aan 7550–7569 - 7570–7583 (LTM 6.129–6.142) met krachtiger Leyland O.680-motor - 7594 (Flevodienst, later ZWN) en 7605–7608 (DVM 219–222) zonder middendeur |

## Overzicht per bedrijf
- Onderstaand overzicht geeft de verdeling van de Leyland-bolramers per streekvervoerbedrijf, zoals oorspronkelijk aangeschaft.
- Latere transacties zijn buiten beschouwing gelaten.
- Bussen van niet-bolramer-model binnen de nummerseries 5000, 5100, 7400, 7500 en 7600 worden niet vermeld.

| Naam bedrijf                                                                                    | Afkorting   | Vestigingsplaats                | Aantal | NS-nummers                                                                                                   |
| ----------------------------------------------------------------------------------------------- | ----------- | ------------------------------- | ------ | --- |
| NV Citosa                                                                                       | Citosa      | Boskoop                         | 9      | 7562–7569, 7598                                                                                              |
| NV Drentse Vervoer Maatschappij                                                                 | DVM         | Meppel                          | 12     | 7400–7407 ( DVM 183-190 ), 7605–7608 ( DVM 219-222 )                                                         |
| NV Flevodienst                                                                                  | Flevodienst | Lelystad                        | 1      | 7594 |
| NV Groninger Autobusdienst Onderneming                                                          | GADO        | Hoogezand, sinds 1959 Groningen | 20     | 4702–4707, 4755, 4915–4919, 5027–5030, 7450, 7595–7597                                                       |
| NV Limburgse Tramweg-Maatschappij                                                               | LTM         | Heerlen                         | 14     | 7570–7583 ( LTM 6.129-6.142 )                                                                                |
| NV Nederlandse Auto Car Onderneming                                                             | NACO        | Alkmaar                         | 86     | 4661–4670, 4738–4742, 4780–4784, 4803–4807, 4888–4892, 4920–4940, 5101, 7053–7062, 7584–7593, 7625–7638      |
| NV Nederlandse Buurtvervoer Maatschappij                                                        | NBM         | Zeist                           | 157    | 4651–4660, 4673–4692, 4708–4713, 4768–4779, 4785–4802, 4811–4820, 4874–4883, 4893–4901, 7003–7052, 7550–7561 |
| NV Nederlandse Tramweg Maatschappij                                                             | NTM         | Heerenveen                      | 41     | 4672, 4750–4754, 4808–4810, 4884–4887, 4902–4914, 7067–7073, 7456–7463                                       |
| NV Noord-Oost-Friese Autobusonderneming                                                         | NOF         | Dokkum                          | 8      | 4671, 4696, 4734, 4942–4944, 5031, 7469                                                                      |
| Noord-Zuid-Hollandse Vervoer-Maatschappij NV                                                    | NZHVM / NZH | Haarlem                         | 230    | 4101–4185, 4714–4733, 4825–4873, 4950–5017, 5019–5021, 7464–7468                                             |
| NV Vervoermaatschappij De Twee Provinciën - NV Ridderkerkse Auto Garage en Omnibus Maatschappij | TP - RAGOM  | Ridderkerk                      | 4      | 7623+7624, 7639+7640                                                                                         |
| NV Autobusdienstonderneming Salland                                                             | Salland     | Deventer                        | 10     | 4693–4695, 4735–4737, 4941, 7063–7065                                                                        |
| NV Stoomtram-Maatschappij Breskens – Maldeghem                                                  | SBM         | Breskens                        | 3      | 7000–7002 ( SBM 45-47 )                                                                                      |
| NV Westlandsche Stoomtramweg Maatschappij, sinds 1965 NV Westlandse Streekvervoer Maatschappij  | WSM         | Loosduinen                      | 43     | 4697–4701, 4743–4749, 4756–4767, 4821–4824, 7066, 7451–7455, 7599–7604, 7620–7622                            |
| NV Zuidooster Autobusdiensten                                                                   | ZO          | Gennep                          | 21     | 4600–4609, 4945–4949, 5018, 5022–5026                                                                        |